# Péninsule de Rybalskyi
 (juillet 2018).

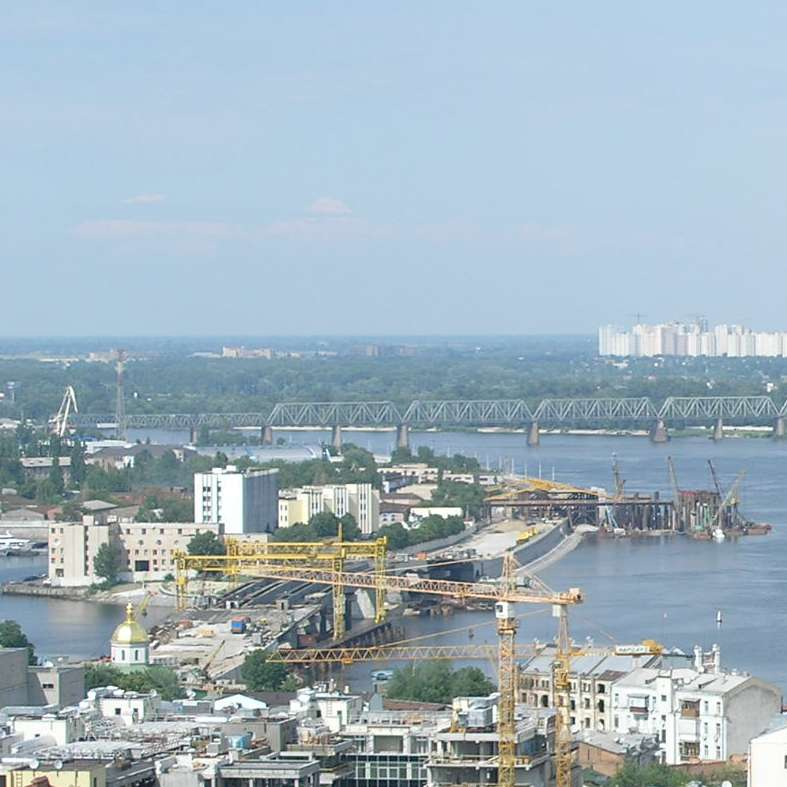
Extrémité sud de la péninsule de Rybalskyi, vue depuis Podil. Entrée du Port de Kiev et Pont du métro de Podil (en construction) sont visibles au premier plan.

La péninsule de Rybalskyi ou, de manière impropre, l' île de Rybalskyi (en ukrainien : Рибальський півострів, littéralement: l'île des Pêcheurs) est une péninsule située sur les rives du Dniepr, dans le quartier de Podil, sur la rive droite de la ville de Kiev.
Bien que nommée comme une île, c'est en fait une presqu'île située sur la rive gauche de l'ancienne rivière Potchaïna qui s'est transformée au fil du temps en une série de lacs sur ses bras morts. La péninsule est maintenant principalement une zone industrielle.

## Histoire

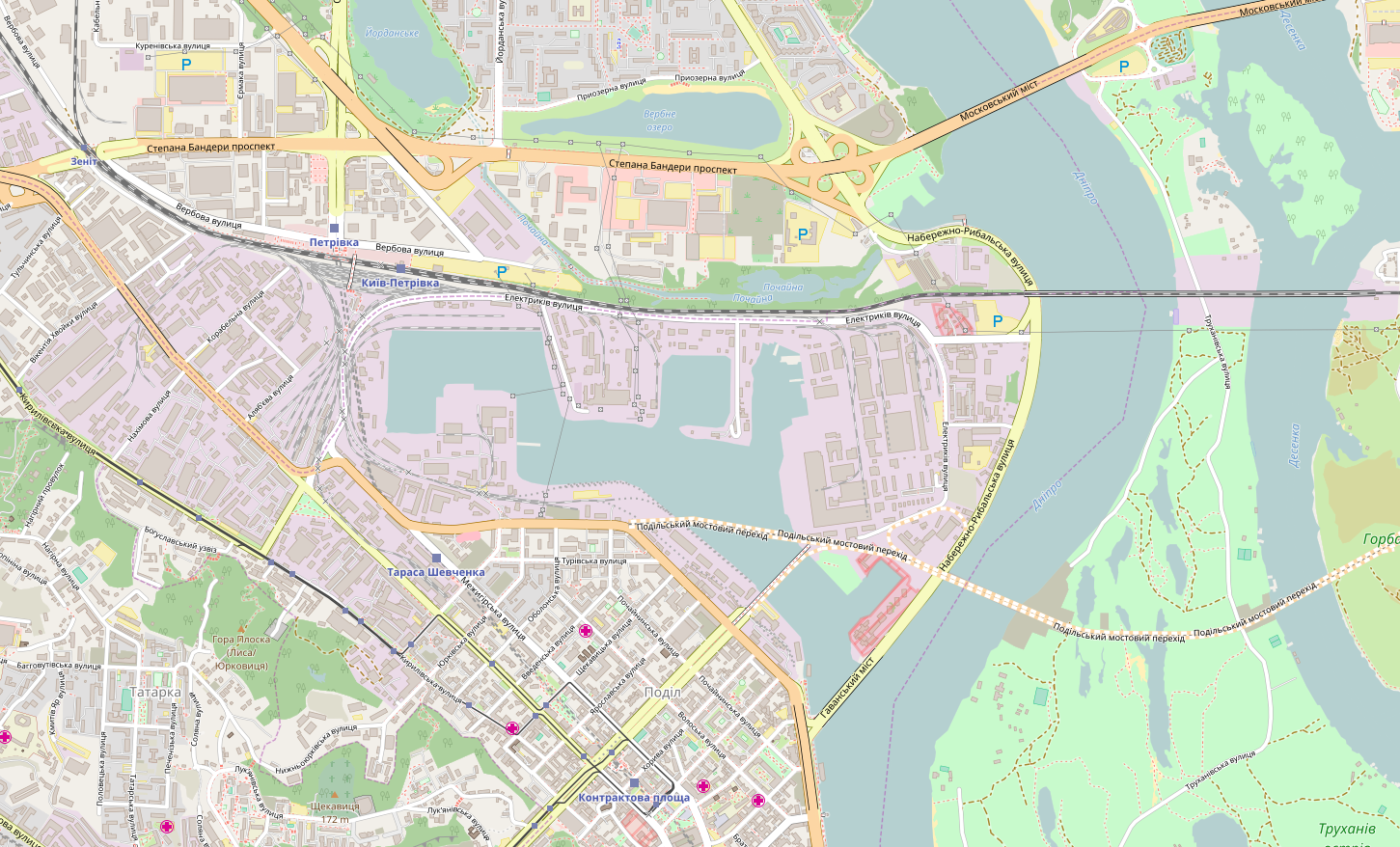
Carte de la péninsule de Rybalskyi, Kiev.

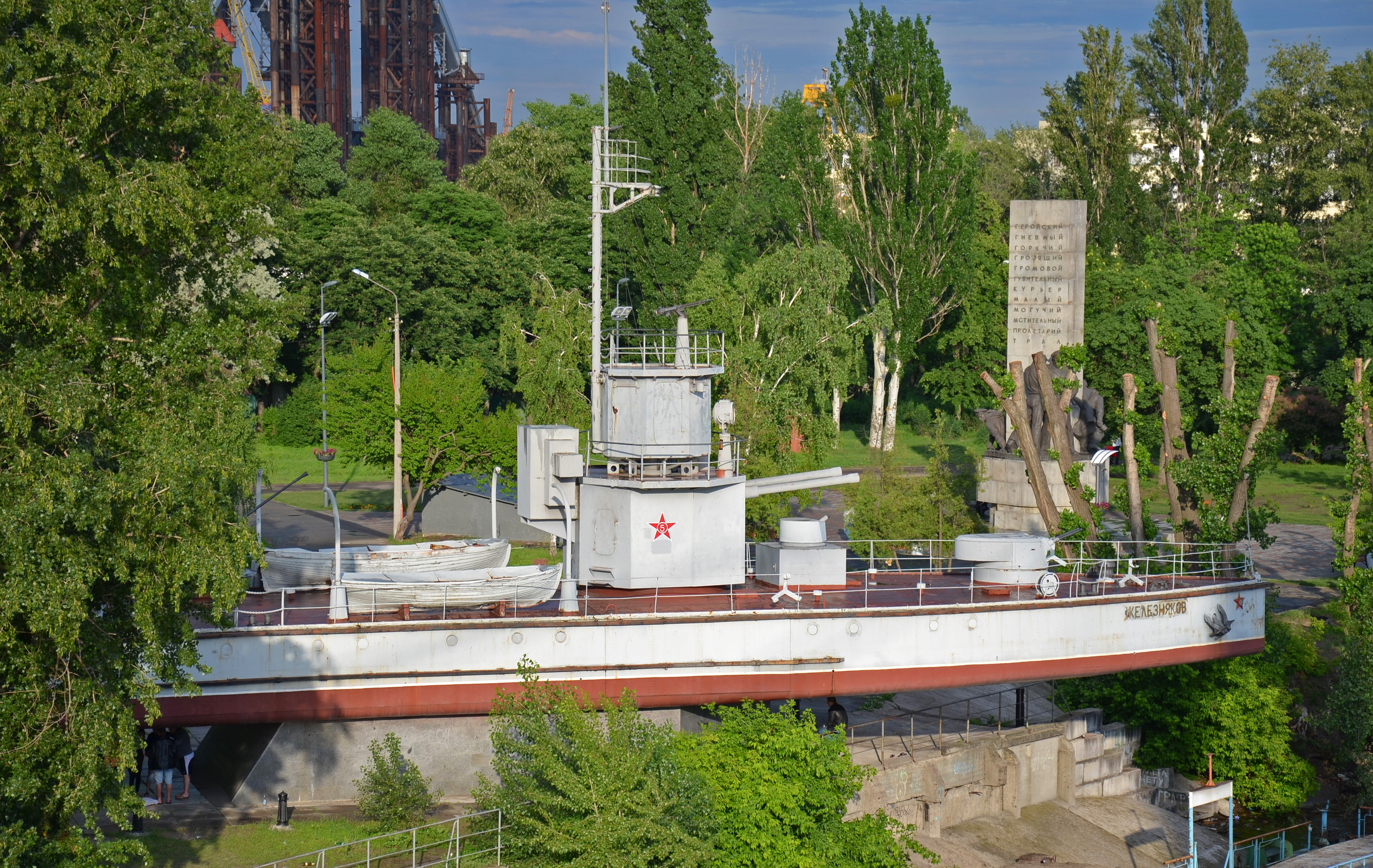
Monument à la flottille fluviale de l'URSS.

La péninsule a été formée à partir des dépôts d'argile de la rivière Potchaïna. Elle tire son nom des pêcheurs qui s'y étaient installés. En 1897-1899, le terrain de la péninsule est surélevé, ce qui permet d'installer un chantier naval pour la construction de bateaux à vapeur (conçu par M. Maksimovitch) et de créer le port de Kiev entre la péninsule et les berges de Podil.
En 1929, le pont de chemin de fer de Petrovsky est enfin inauguré après 10 ans d'arrêt des travaux.
En 1926-1930, une centrale électrique est construite dans la partie nord-ouest de la péninsule (conçue par B. Domanskyi et M. Parusnikov), aujourd'hui la centrale thermique no 2 (électricité et chauffage). C'est à cette époque que se développe la zone industrielle. Ainsi les forges Lénine (Leninska Kuznia, aussi appelée Usine SSZ #302), principal constructeur naval, y sont installées en 1928 ; elles sont, par exemple, à l'origine de la production de la canonnière Jelezniakov (1934-58), qui après avoir servi sur le Danube pendant la Seconde Guerre mondiale est installée comme monument sur la terre ferme en 1967.
Au cours de la Seconde Guerre Mondiale, la presqu'île a subi de lourds dégâts dus aux bombardements. La plupart des infrastructures sont reconstruites aux mêmes emplacements.

## Infrastructures actuelles

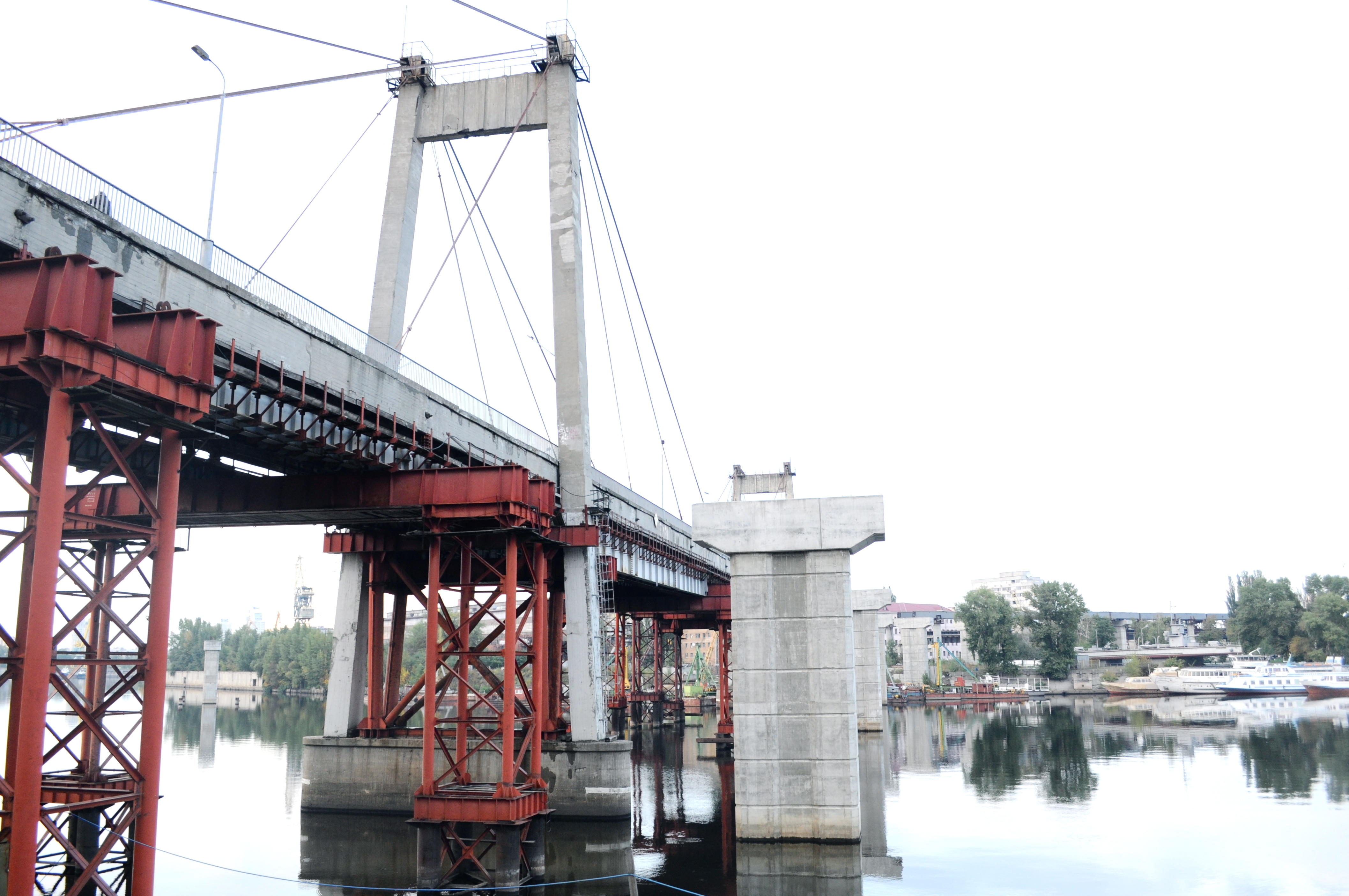
Le pont à haubans de Rybalskyi. Construit en 1962, ouvert à la circulation automobile en 1963, réservé aux piétons en 2001 puis définitivement fermé en 2009. En arrière-fond, la canonnière érigée en monument.

En 1961, les jetées du Port fluvial de Kiev y sont construites.
En 1963, un pont à haubans est construit pour fournir une route d'accès à Rybalskyi depuis le centre de la ville. En 2001, il est fermé à la circulation des véhicules, en raison de son état et en 2009 est complètement fermé et partiellement démonté parallèlement à la construction d'un nouveau pont 2x2 voies à son extrémité. Resté ouvert du côté de Podil, il est un lieu de promenade isolé apprécié de la jeunesse kiévaine dans les années 2010. Le nouveau pont, appelé Pont du port (en ukrainien Гаванський міст), est achevé en 2010 et joint les quartiers de Podil et d'Obolon via la péninsule. Enfin le pont de Podil, qui doit rejoindre les deux rives du Dnepr via la péninsule commence à être construit en 2003 par la société Mostobud. Prévu pour être achevé en 2010, divers retards, dus notamment à la corruption rampante, retardent son ouverture à 2019 ou au delà.
La Leninska kuznia est renommée en 2017 Kuznya na Rybalskomu (Forges de Rybalsky). Employant 1 260 employés, elle est contrôlée par l'homme d'affaires et président Petro Porochenko.
Enfin le renseignement militaire ukrainien (ГУР МОУ) y a installé sa base la plus importante.

## Prospective: un nœud de transport
Un plan de reconstruction est lancé pour 2005-2020 , prévoyant la construction de bureaux et d'habitation. En outre, le Métro de Kiev doit avoir une extension sur la péninsule

## Galerie

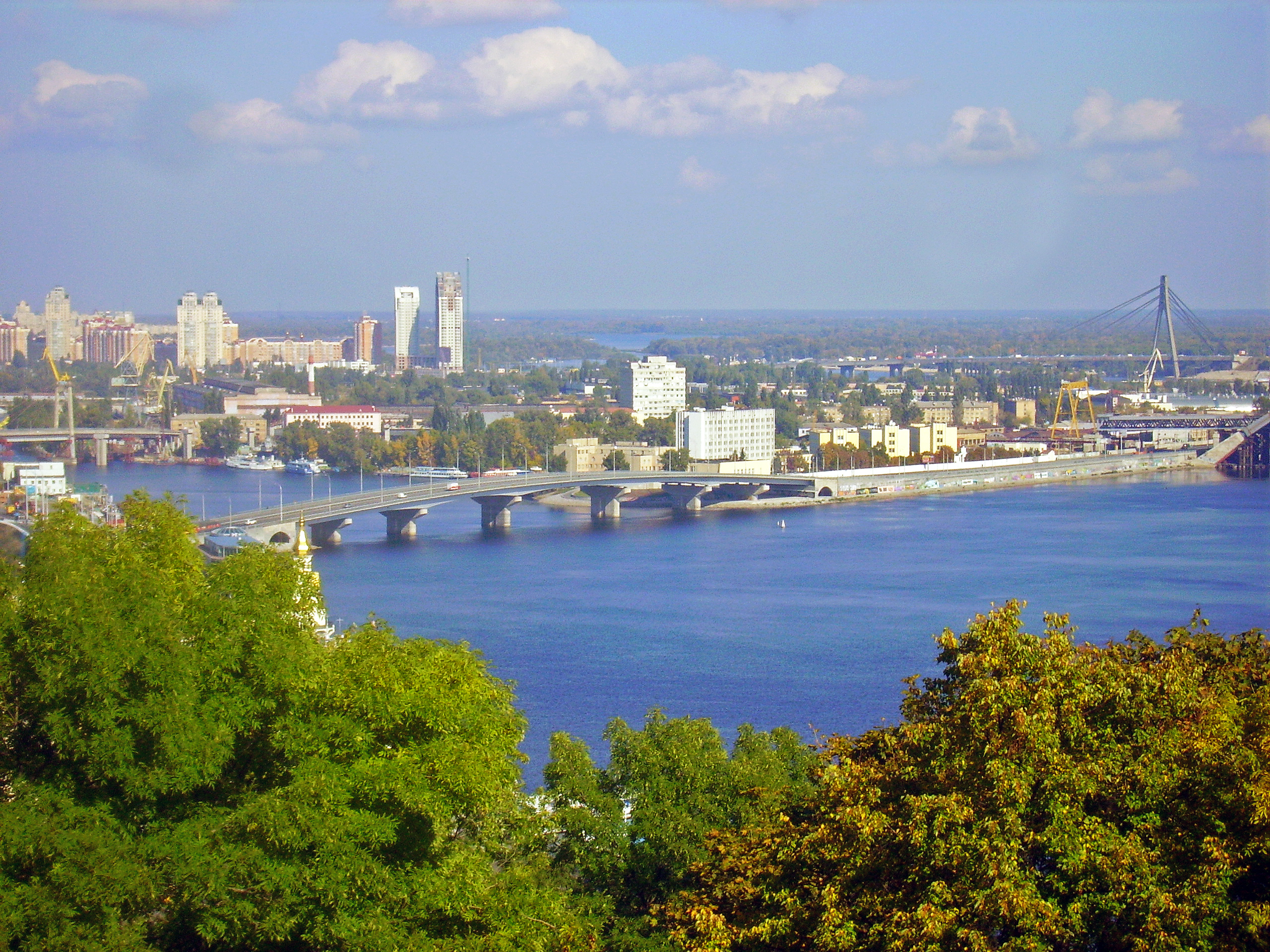
Vue générale de la péninsule vue depuis Podil. Au fond à gauche les tours du quartier d'Obolon.
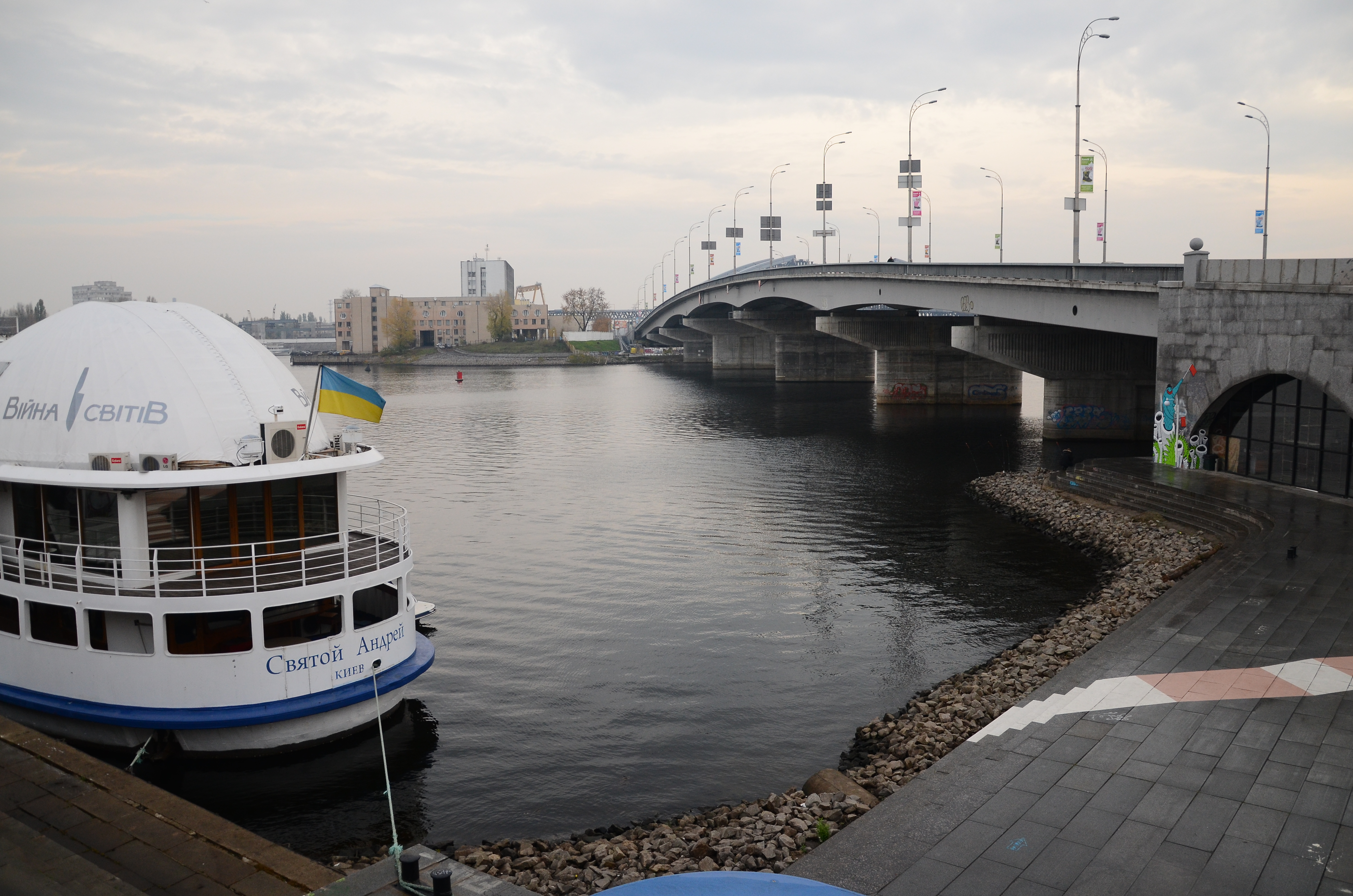
Le Pont du port, ouvert en 2010.
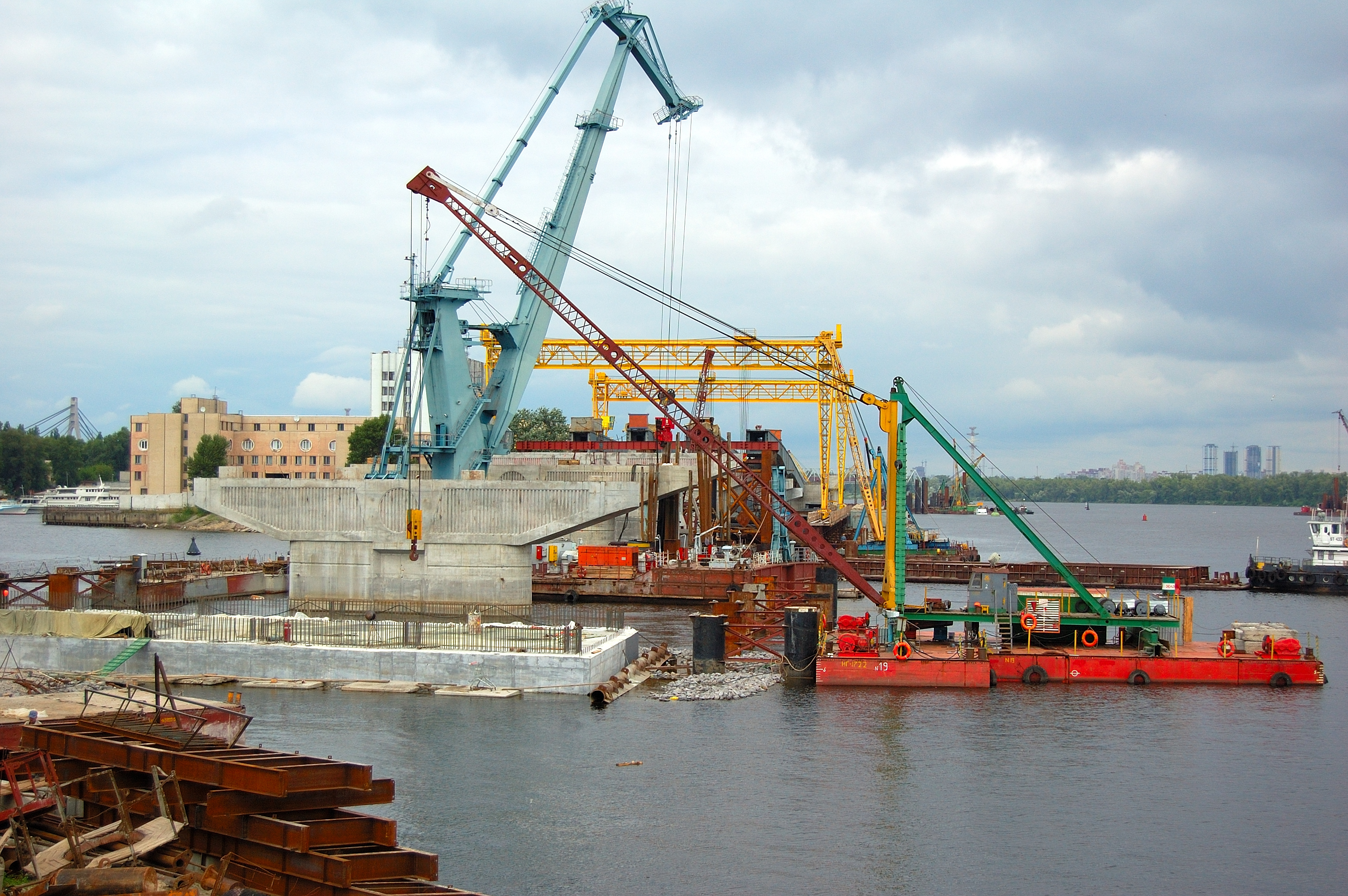
Le Pont du port, en construction en 2006.
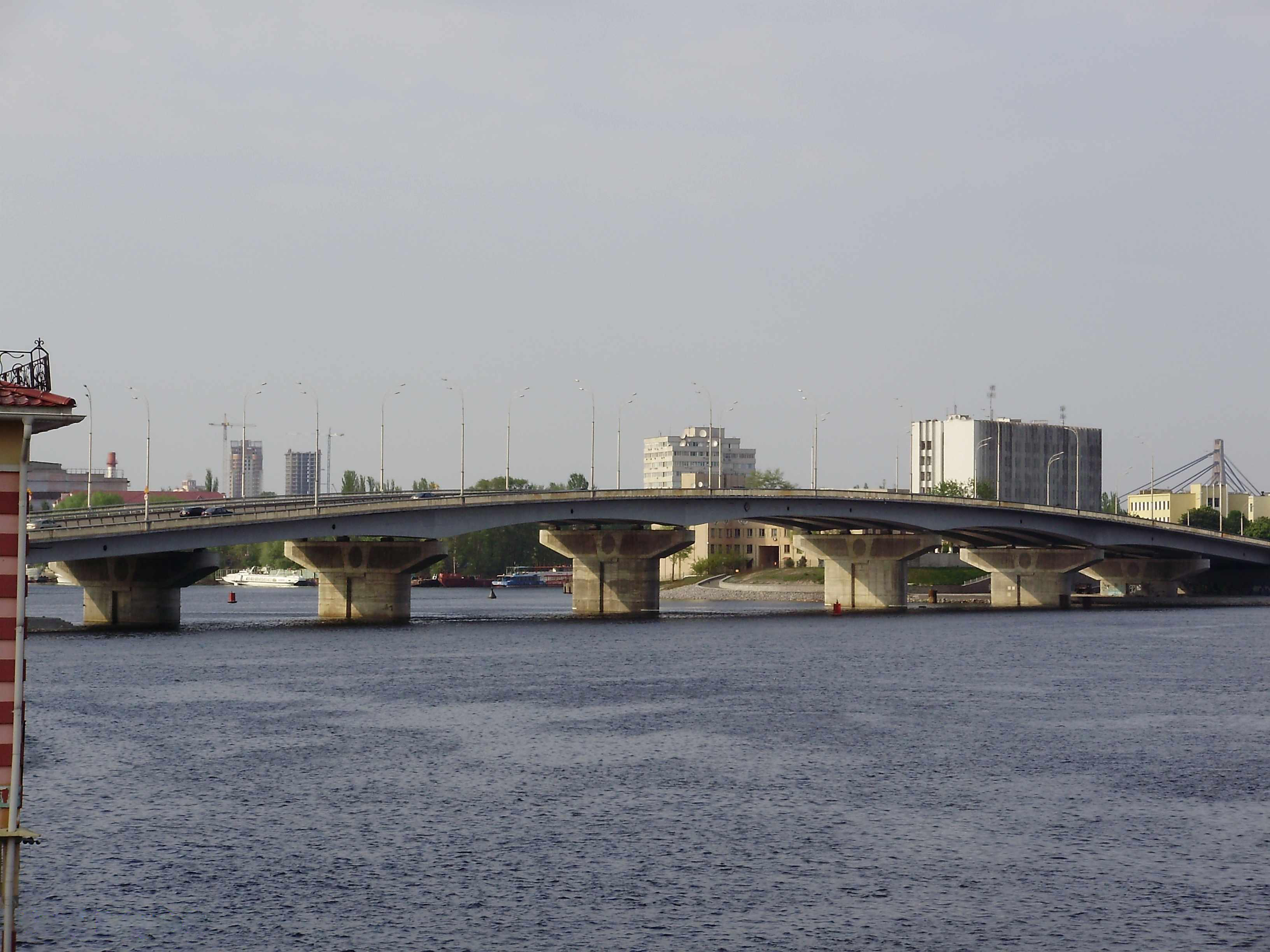
Le Pont du port, ouvert en 2010.
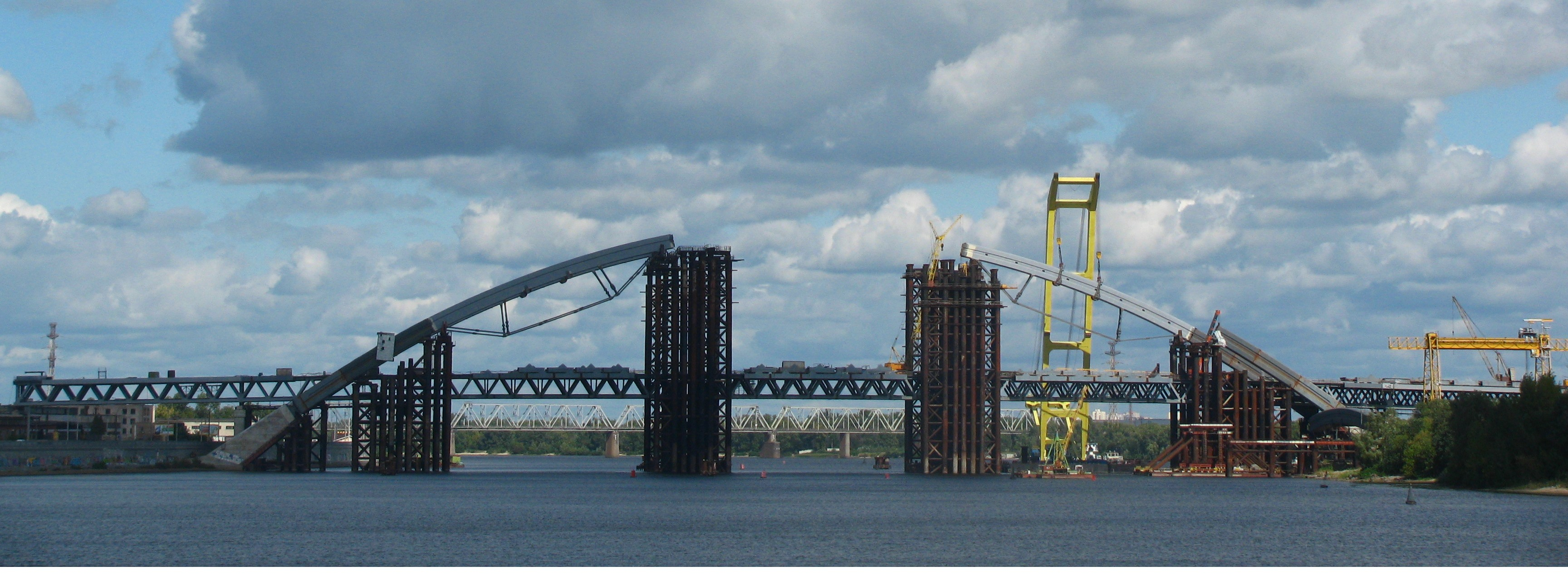
Pont de Podil (métro et route) en construction, reliant la péninsule de Rybalskyi à l'île Trukhaniv.
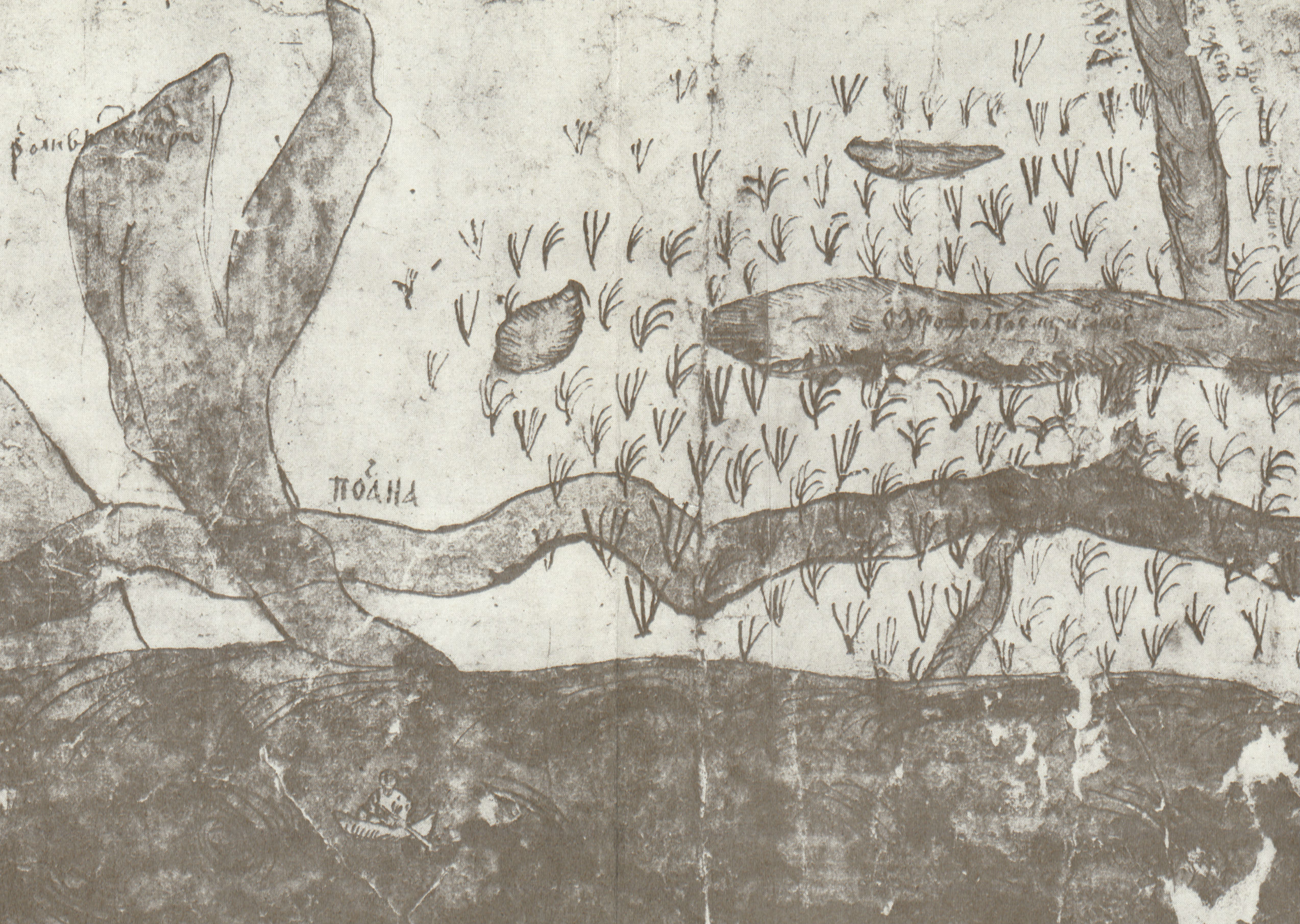
Carte d'Ouchakov (1695) commandée par Pierre Ier et orientée sud. On voit le Dnepr en bas (personnage sur une barque) et parallèlement la rivière Potchaïna qui créent une série d'îles. La plus à gauche est l'actuelle péninsule de Rybalsyi.
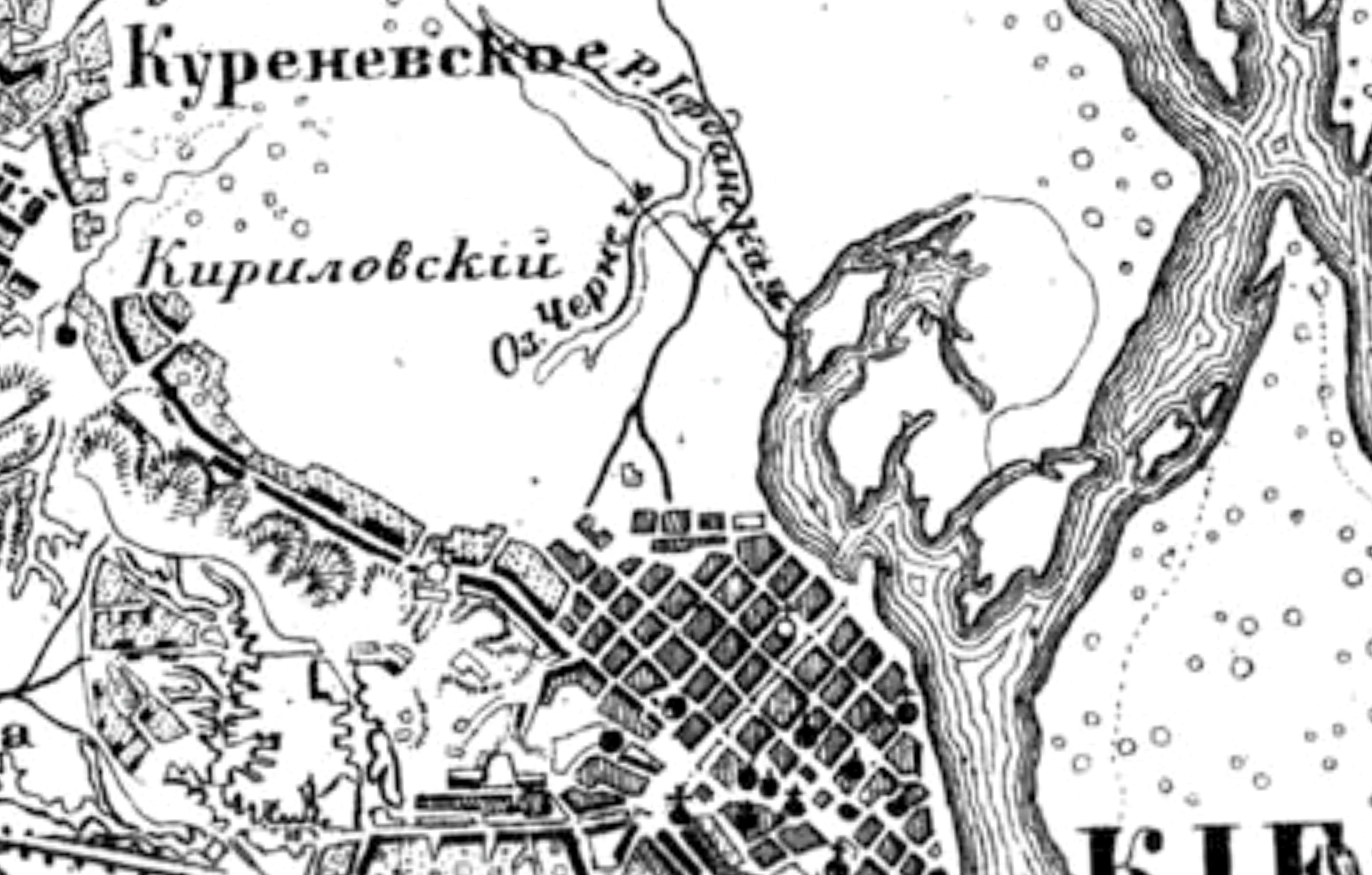
Carte de 1890.

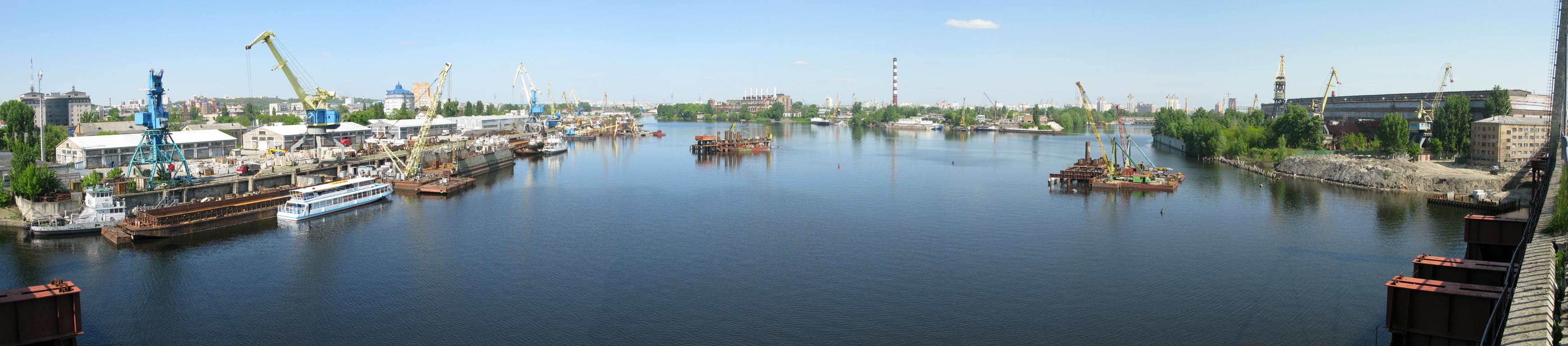
Port de Kiev, panorama.
Pont de chemin de fer Petrovsky.